# 기준영
기준영(奇俊英, 1972년 ~ )은 대한민국의 소설가이다. 2009년 문학동네신인상에 단편 〈제니〉가 당선되어 등단했다. 소설집 『연애소설』, 『이상한 정열』, 장편 소설 『와일드 펀치』, 『우리가 통과한 밤』이 있다. 제5회 창비장편소설상, 제5회‧제7회 젊은작가상을 수상했다.

## 저작 목록

### 장편 소설
- 와일드 펀치 (2012)
- 우리가 통과한 밤 (2018)

### 소설집
- 연애소설 (2013)
- 이상한 정열 (2016)
- 사치와 고요 (2020)